# Експресіонізм

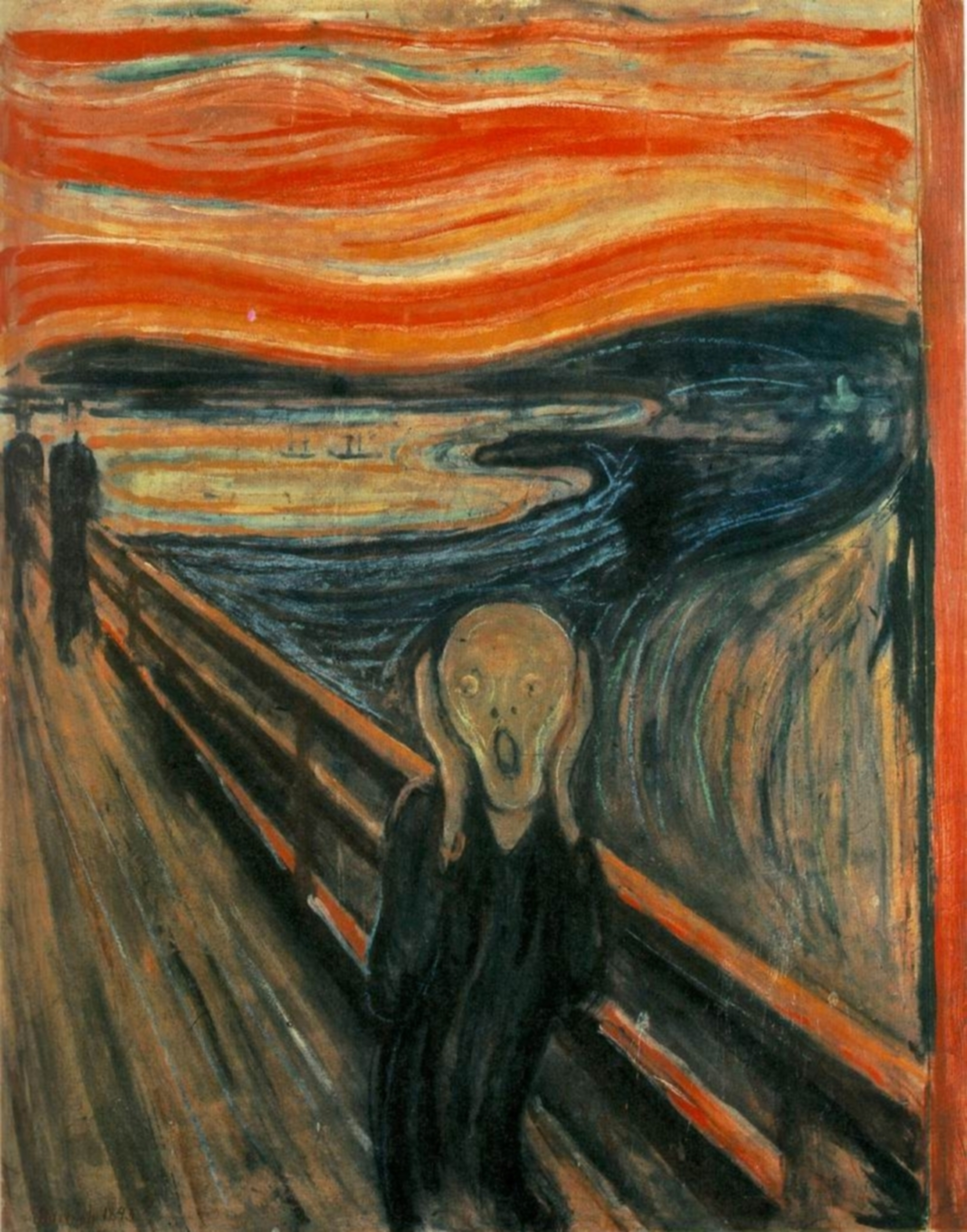
Едвард Мунк, «Крик», 1893

Еміль Нольде. «Танець навколо Золотого тельця», 1910

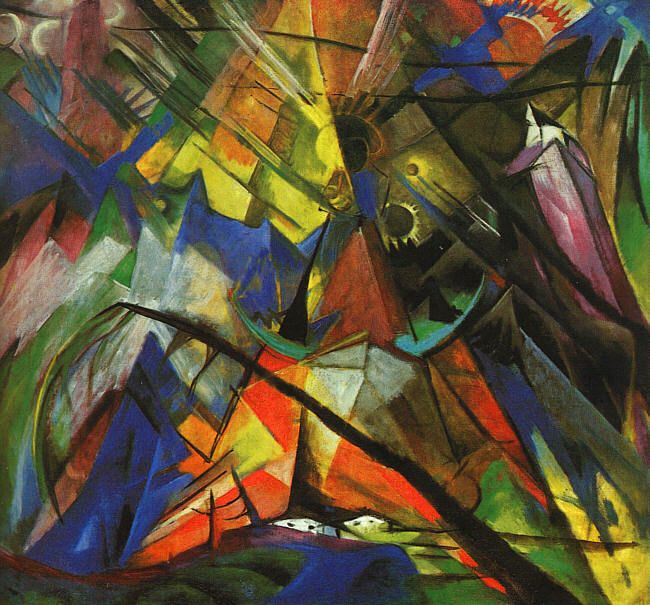
Франц Марк. Тіроль, 1914

Експресіоні́зм  (фр. expression — вираження, виразність) — літературно-мистецька течія авангардизму, що сформувалася у Німеччині на початку ХХ століття. Мав своїх прихильників у Франції, Австрії, Польщі, німецькомовній Швейцарії. Прояви експресіонізму наприкінці ХХ століття відносять до неоекспресіонізму.
Основний творчий принцип експресіонізму — відображення загостреного суб'єктивного світобачення через гіпертрофоване авторське «Я», напругу його переживань та емоцій, бурхливу реакцію на дегуманізацію суспільства, знеособлення в ньому людини, на розпад духовності, засвідчений катаклізмами світового масштабу початку XX ст.
З усіх напрямків нового мистецтва ХХ ст. експресіонізм гостро відобразив конфлікт художньої особи, людини взагалі з трагічною й антигуманною дійсністю. В творах одних майстрів експресіонізм приводив до надзвичайного загострення трагічного світосприйняття, у інших — до художніх утопій, елітарності, замкненого середовища, котре сприймалося острівцем порятунку духовних та гуманістичних цінностей. Цей конфлікт призводив до радикальності художніх рішень, до бунтівного протиставлення і розриву з академічними традиціями. Часом руйнація старих форм виводила художників на межу абстрактного експресіонізму.
Стилістика експресіонізму в ХХ столітті відбилася у кіно, живописі, графіці, літературі, скульптурі, найменше у архітектурі.

## Виникнення стилю і походження терміна

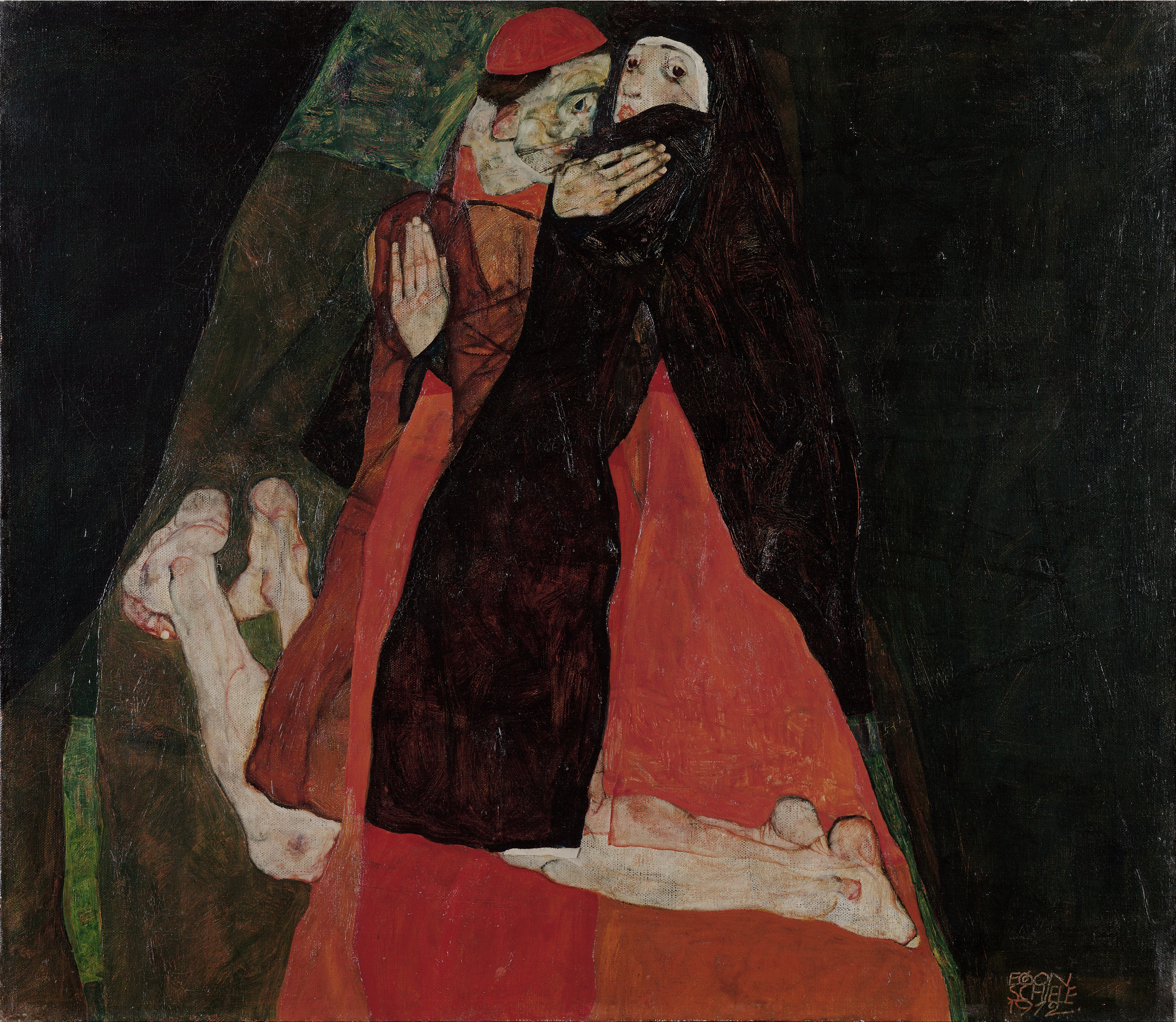
Еґон Шіле. Кардинал і черниця, 1912

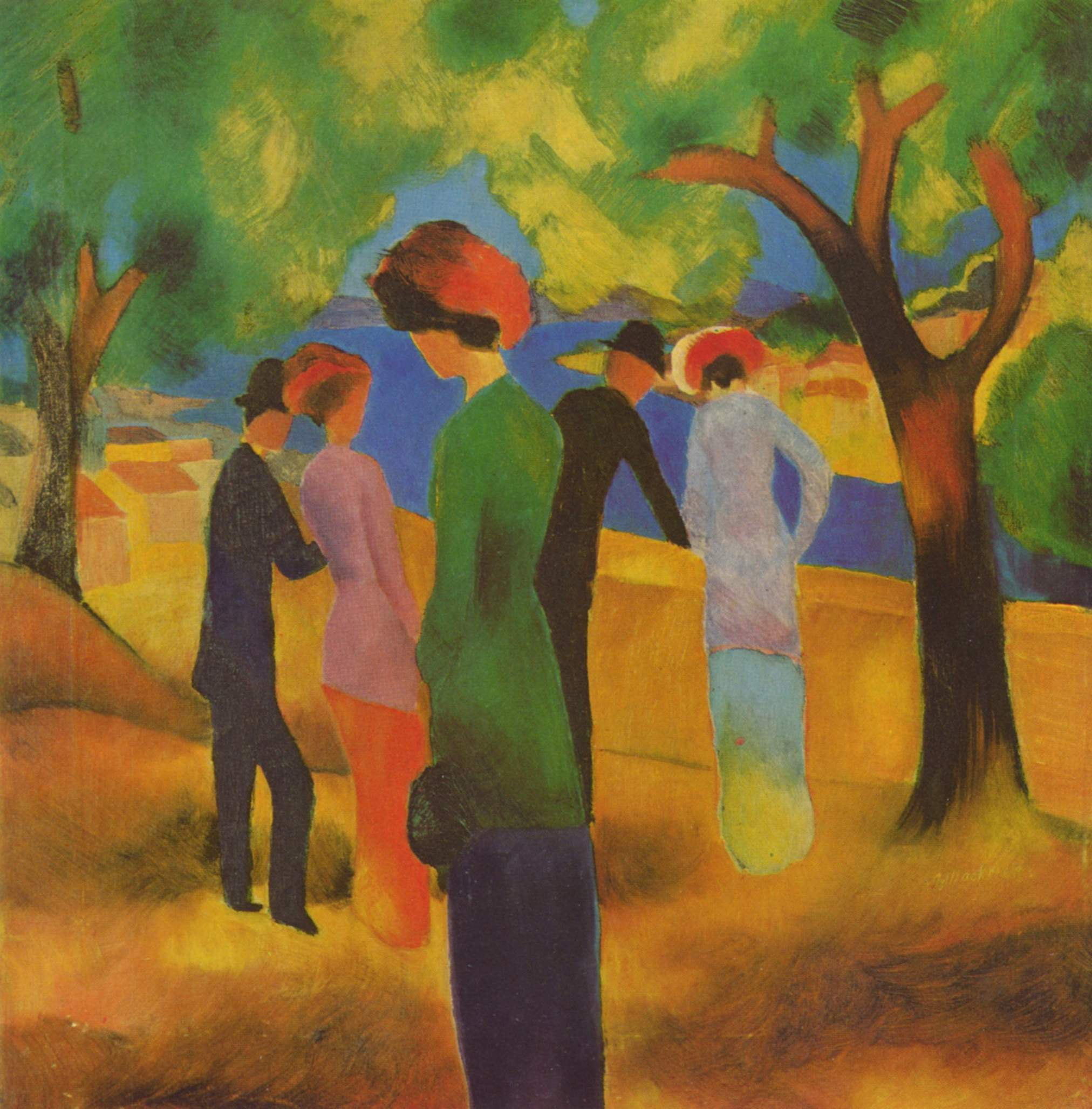
Август Маке. «Дама в зеленому жакеті», 1913

Хоча слово експресіонізм вживали в сучасному розумінні вже в 1850-х роках, його походження часом пов'язують з картинами, що виставив 1901 року в Парижі забутий нині художник Жульєн-Огюст Ерве, які він назвав експресіонізмами. Однак існує альтернативна думка, за якою слово ввів у вжиток чеський історик мистецтва Антонін Матейчек у 1910 році, як протилежність імпресіонізмові: «Експресіоністи бажають, перш за все, виразити себе… (експресіоніст заперечує) безпосереднє сприйняття й вибудовує складніші структури, що пов'язані з психікою… Враження та мисленні образи проходять крізь людське мислення немов би через фільтр, який очищає їх від усіх матеріальних деталей мислення, щоб створити їх чисту суть, засвоюються і утворюють більш загальні форми, типи, які художник виражає через прості, скорочені формули і символи».
Важливими попередниками експресіонізму були: німецький філософ Фрідріх Ніцше (1844—1900), особливо у своїй філософській книзі «Так казав Заратустра» (1883–92); пізні п'єси шведського драматурга Августа Стріндберга (1849—1912), включаючи трилогію «Шлях у Дамаск» 1898—1901, п'єси «Гра снів» (1902) та «Соната привидів» (1907); Франк Ведекінд (1864—1918), особливо п'єси «Дух землі» (нім. Erdgeist) (1895) і «Скринька Пандори» (нім. Die Büchse der Pandora) (1904) під загальною назвою «Лулу»; американський поет Волт Вітмен (1819-92): «Листя трави» (1855-91); російський романіст Федір Достоєвський (1821-81); норвезький художник Едвард Мунк (1863—1944); голландський художник Вінсент ван Гог (1853-90); бельгійський художник Джеймс Енсор (1860—1949); Зигмунд Фрейд (1856—1939).[джерело?]
1905 року група з чотирьох німецьких художників у місті Дрездені за ініціативи Ернста Людвіга Кірхнера сформувала об'єднання «Міст» (нім. Die Brücke). Багато хто вважає це угруповання засновниками течії німецького експресіонізму, хоча вони й не називали себе цим словом. Через кілька років, 1911-го, група молодих художників з подібними поглядами сформувала в Мюнхені творче об'єднання Синій вершник (нім. The Blue Rider). Своєю назвою група завдячує картині Василя Кандінського 1903 року під однойменною назвою. Серед її учасників були: Кандінський, Франц Марк, Пауль Клее та Август Маке. Однак назва стилю експресіонізм повністю утвердила себе лише в 1913 році.
Дуже важко точно визначити межі експресіонізму, частково через те, що він перетинається з іншими основними '- ізмами' періоду модернізму: футуризмом, вортисизм, кубізмом, сюрреалізмом і дадаїзмом". На думку Річарда Мерфі: "Пошук всезагального визначення утруднений до такої міри, що найбільш послідовні експресіоністи, як, приміром, Франц Кафка, Ґоттфрід Бенн і Альфред Деблін, були разом з тим і найбільш промовистими «антиекспресіоністами».
Однак можна впевнено сказати, що виникнення цієї течії є реакцією на дегуманізацію як наслідку індустріалізації й зростання великих міст і, що «одним із основних засобів, якими експресіонізм відносить себе до течії авангардизму, і якими позначає свій розрив із традиціями загалом, є його стосунки з реалізмом і загальноприйнятими способами зображати дійсність». В стислій формі можна сказати, що експресіоністи відкидають ідеологію реалізму.
Словом експресіонізм називають «художній стиль, в якому прагнуть зобразити не зовнішній світ, а швидше власні емоції й віддзеркалення у власному розумі подій і предметів зовнішнього світу».
Історик мистецтва Майкл Рагон і німецький філософ Вальтер Беньямін проводили паралелі між експресіонізмом і бароко. За словами Альберто Арбазіно, різниця між ними полягає в тому, що «Експресіонізм не уникає надмірно неприємного враження, тоді як бароко уникає. Експресіонізм показує жахливі „fuck yous“, а бароко не робить цього. Для бароко характерні гарні манери».
Протиріччя самого експресіонізму, надміру агресивні його форми, що відразу впадали у око, викликали несприйняття як консервативної публіки, так і радикальних політичних систем — нацизму в Німеччині, фашизму в Італії, комунізму в СРСР. За часів Гітлера твори багатьох експресіоністів в Німеччині або продавали за кордон, або знищували. Значні цензурні обмеження мали ці твори і в СРСР за часів сталінського терору.

## Визначальні риси експресіонізму

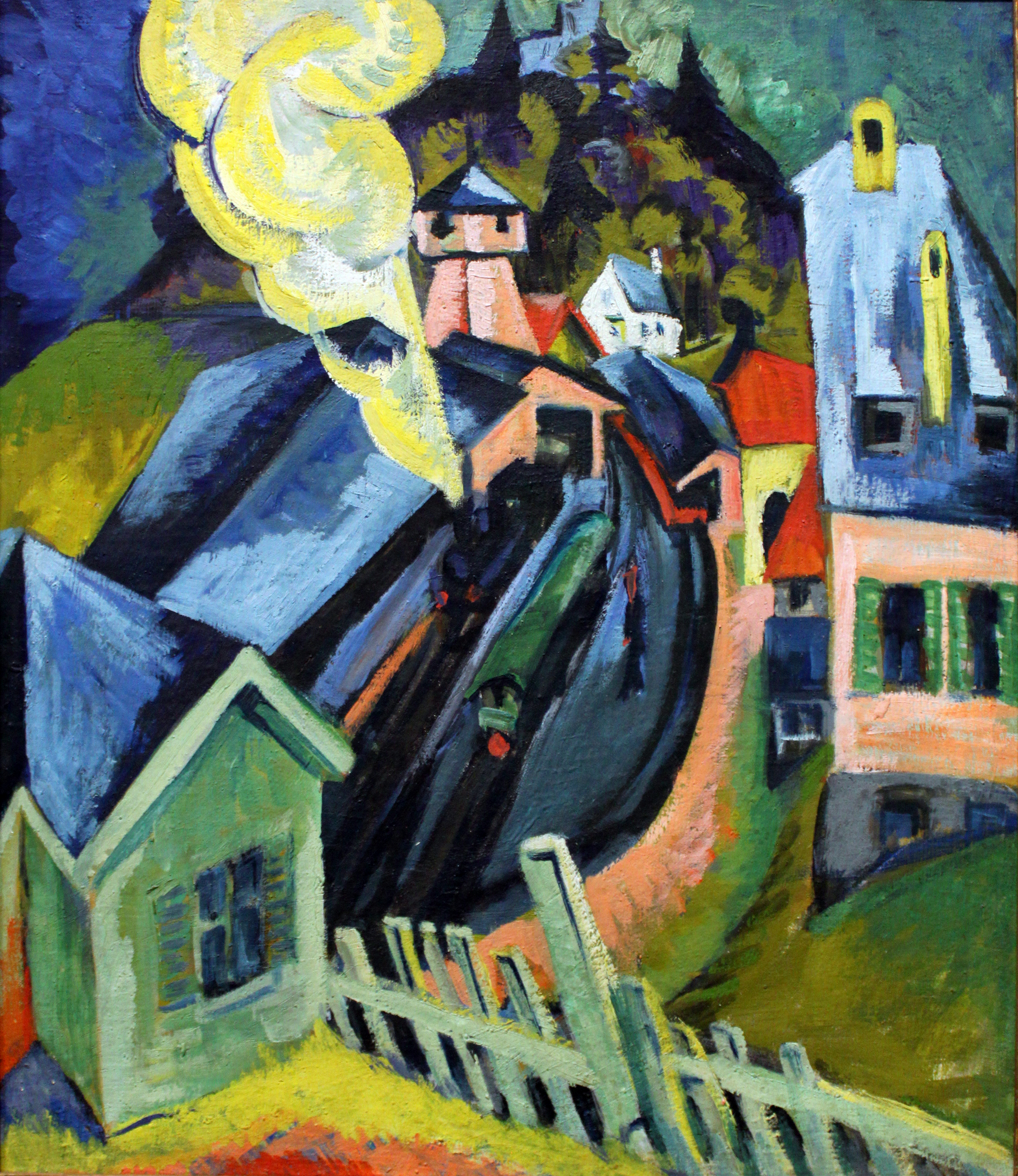
Ернст Людвіг Кірхнер. «Станція в Кеніґштайні», 1916

- зацікавленість глибинними психічними процесами;
- заперечення як позитивізму, так і раціоналізму;
- оновлення формально-стилістичних засобів, художньої образності та виразності, часом непоєднуваних між собою, як глибокий ліризм і всеохопний пафос;
- суб'єктивізм і зацікавленість громадянською темою;
- бунт проти сталих академічних форм в образотворчому мистецтві при збереженні головних жанрів (портрет, батальний жанр, побутова картина, міфологічний чи релігійний образ, пейзаж, навіть натюрморт).

### Експресіонізм в музиці
Музика експресіонізму характеризується тональною децентралізацією й атональністю, автономізацією вертикалей, їх дисонантністю, деформацією тематичного мислення, розірваністю мелодичних побудов, розпадом ритмічних зв'язків, різко контрастною динамікою та розмитістю форми. Найвиразніше втілення експресіонізм знайшов у драматичній музиці. Експресіоністським операм притаманне скорочення кількості дійових осіб, підкреслення й увиразнення деталей, позбавлення індивідуальних рис. Найхарактерніші зразки муз. Е. створили А. Шенберґ («Очікування», «Місячний П'єро» та ін.) й А. Берґ (зокрема «Воццек»). Представниками Експресіонізму в музиці вважають також Е. Кшенека, О. Скрябіна (останнього періоду творчості), Ч. Айвза. Рисами експресіонізму позначені численні твори Б. Бартока («Чудесний мандарин»), Ф. Бузоні («Турандот»), П. Гіндеміта («Вбивця — надія жінок», «Свята Сусанна»), С. Прокоф'єва («Вогненний ангел»), Б. Лятошинського (II—IV симфонії, «Золотий обруч», III струнний квартет, «Відображення», Соната для скрипки) тощо. Музика Е. та естетично-світоглядні позиції напряму мали певний вплив на творчість укр. композиторів покоління 1960-х, зокр. Л. Грабовського («Симфонічні фрески»), В. Сильвестрова, В. Годзяцького тощо.

## Головні представники

### В образотворчому мистецтві
- Ернст Барлах (1870—1938)
- Макс Бекман (1884—1950)
- Річард Герстль (1883—1908)
- Жорж Грос (1893—1959)
- Отто Дікс (1891—1969)
- Генріх Кампендонк (1889—1957)
- Кес ван Донген (1877—1968)
- Василь Кандинський (1866—1944)
- Ернст Людвіг Кірхнер (1880—1938)
- Пауль Клее (1879—1940)
- Оскар Кокошка (1886—1980)
- Альфред Кубін (1877—1959)
- Вільгельм Лембрук  (1881—1919)
- Август Маке (1887—1914)
- Франц Марк (1880—1916)
- Людвіг Майднер (1884—1966)
- Амедео Модільяні (1884—1920)
- Едвард Мунк (1863—1944)
- Отто Мюллер (1874—1930)
- Ернст Вільгельм Най (1902—1968)
- Еміль Нольде (1867—1956)
- Макс Пехштейн (1881—1955)
- Крістіан Рольфс (1849—1938)
- Жорж Руо (1871—1958)
- Хайм Сутін (1893—1943)
- Еріх Хеккель (1883—1970)
- Осип Цадкін (1890—1967)
- Еґон Шіле (1890—1918)
- Карл Шмідт-Ротлуф (1884—1976)

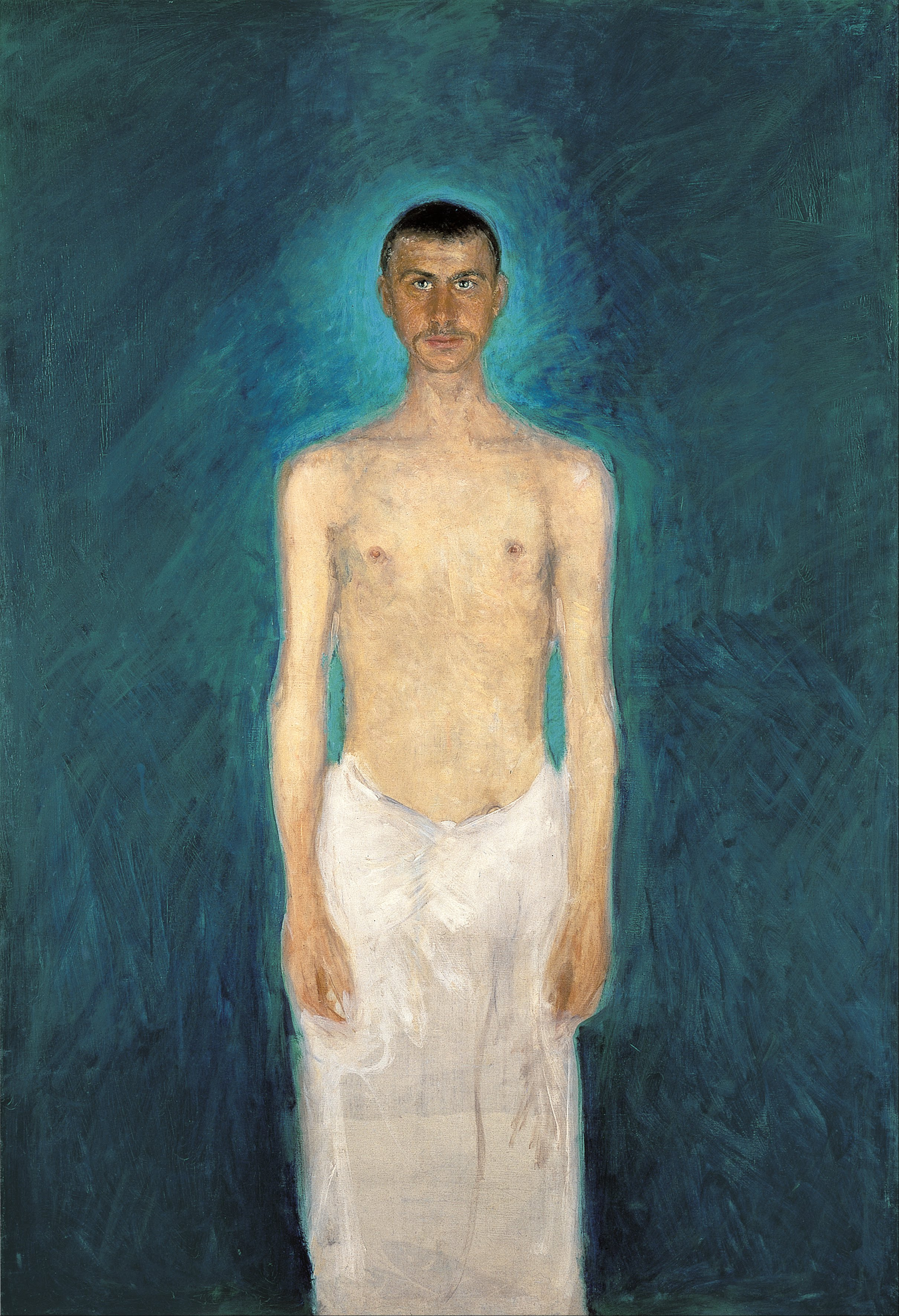
Ріхард Герстль, автопортрет

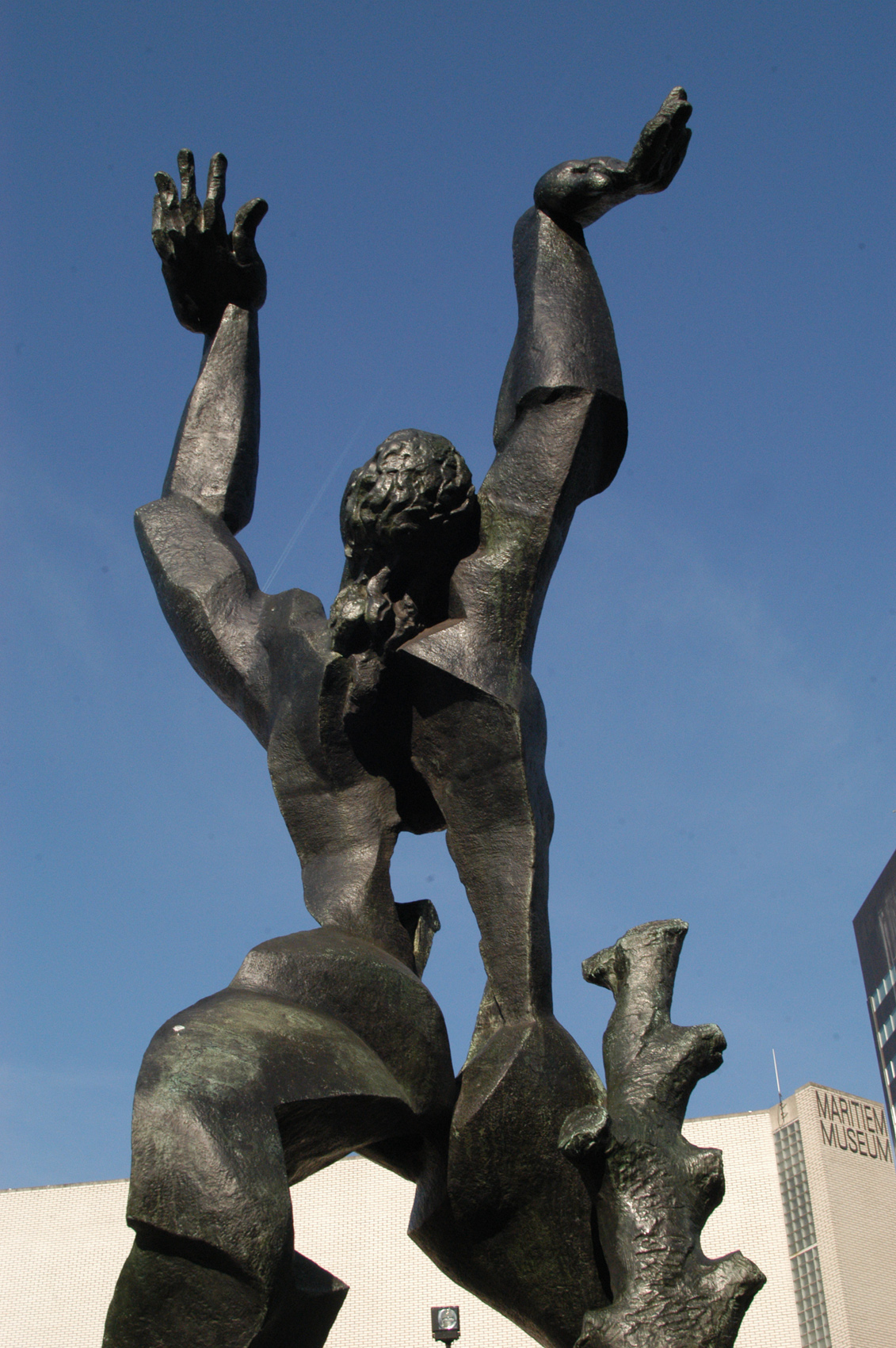
Осип Цадкін. Порушений Роттердам.

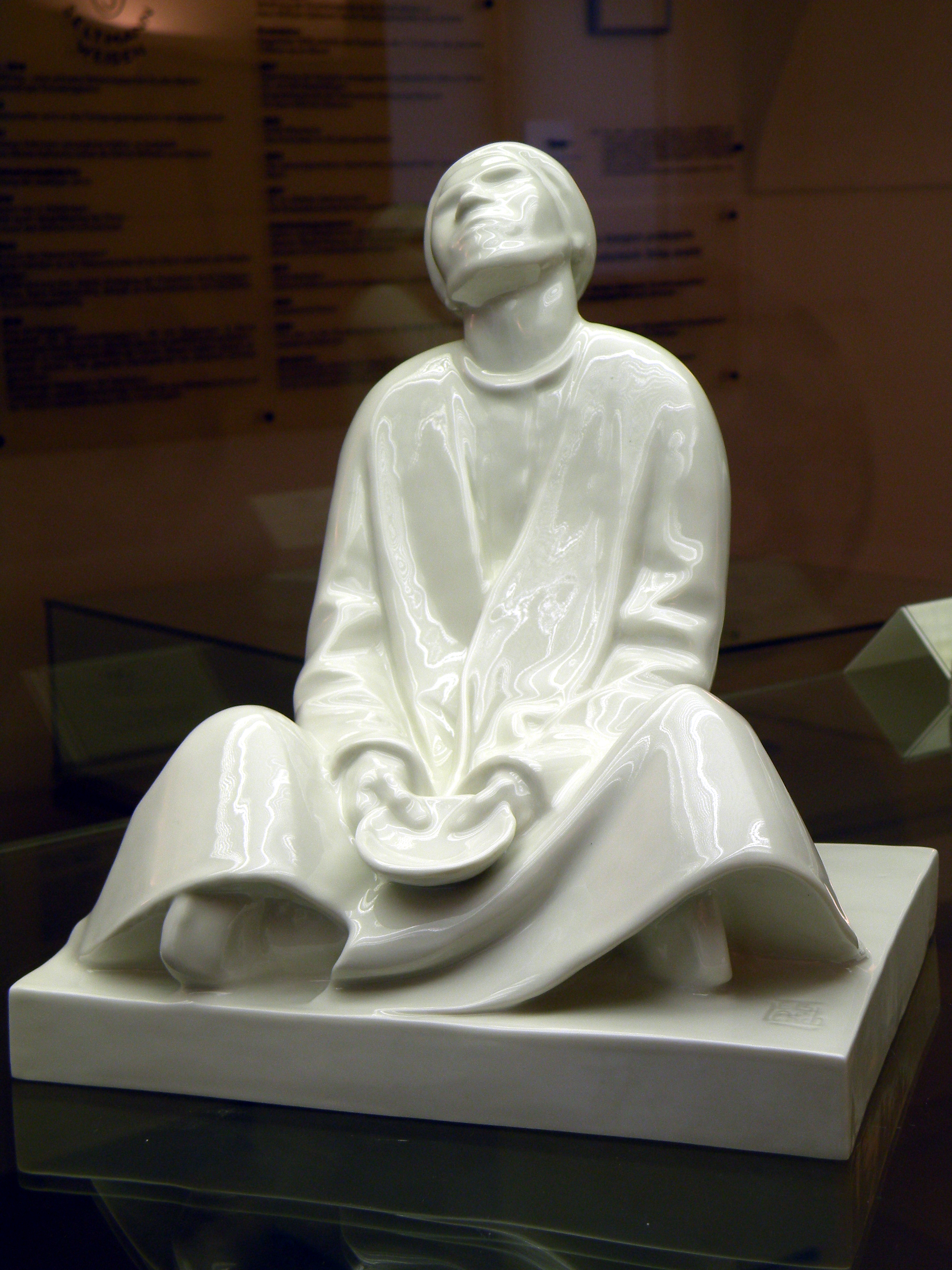
Ернст Барлах, сліпий жебрак

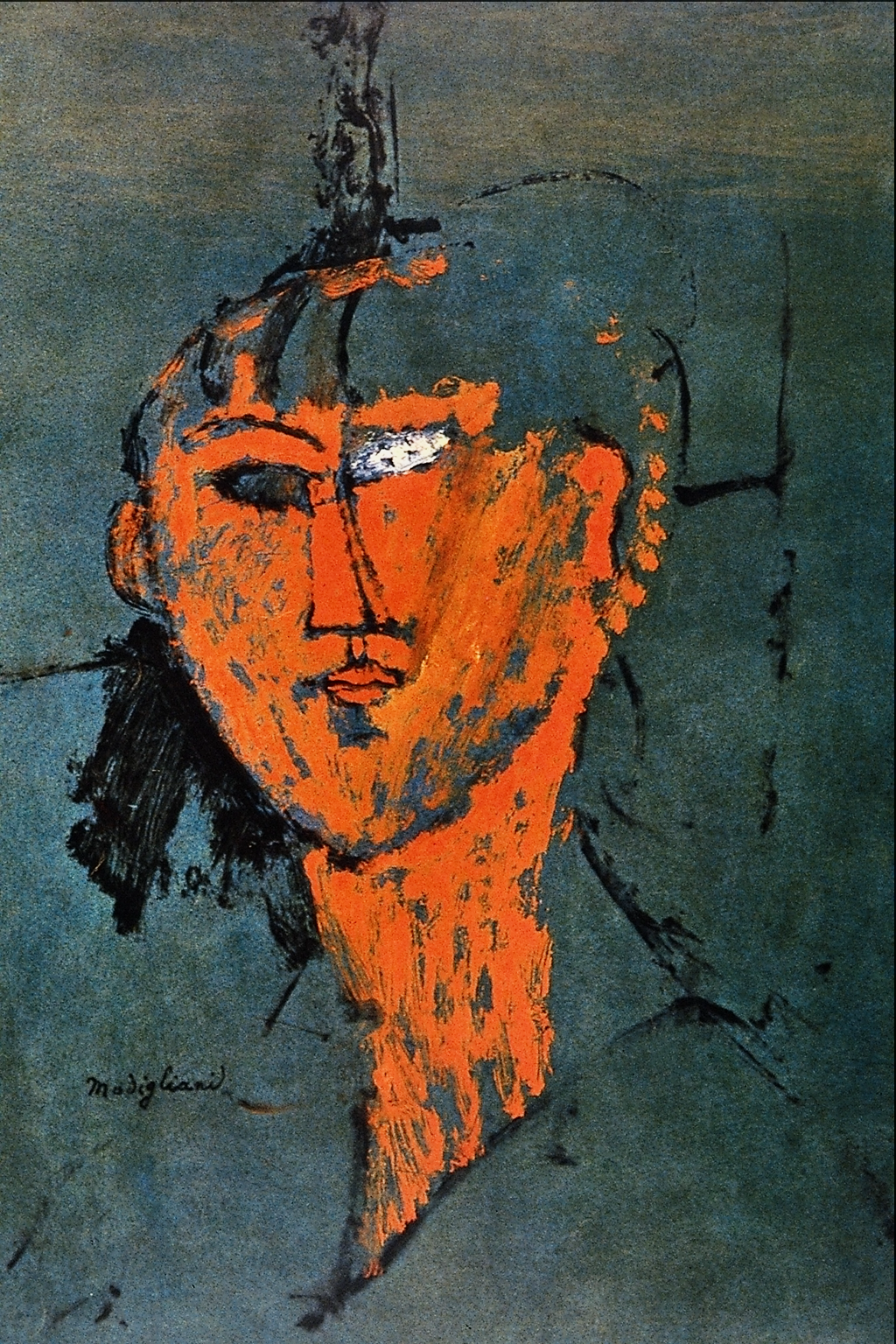
Амедео Модільяні, червона голова

- Олексій фон Явленський (1864—1941)
- Конрад Феліксмюллер (1897—1977)
- Вільгельм Моргнер (1891—1917)

### У кіно
- Пауль Вегенер (1874—1948)
- Роберт Віне (1881—1938)
- Фріц Ланг (1890—1976)
- Фрідріх Вільгельм Мурнау (1888—1931)
- Георг Вільгельм Пабст (1885—1967)

### В літературі
- Хуго Балль (1886—1927)
- Ернст Барлах (1870—1938)
- Ґотфрід Бенн (1886—1956)
- Йоганнес Бехер (1891—1958)
- Василь Стефаник (1871—1936)
- Макс Брод (1884—1968)
- Ернст Вайс (1884—1940)
- Франк Ведекінд (1864—1918)
- Франц Верфель (1890—1945)
- Вальтер Газенклевер (1890—1940)
- Георг Гейм (1887—1912)
- Іван Голль (1891—1950)
- Ріхард Хюльзенбек (1892—1974)
- Альфред Деблін (1878—1957)
- Теодор Дойблер (1876—1934)
- Георг Кайзер (1878—1945)
- Франц Кафка (1883—1924)
- Клабунд (1890—1928)
- Альфред Кубін (1877—1959)
- Ельза Ласкер-Шюлер (1869—1945)
- Альфред Ліхтенштейн (1889—1914)
- Густав Майрінк (1868—1932)
- Мінона (1871—1946)
- Райнер Марія Рільке (1875—1926)
- Ернст Толлер (1893—1939)
- Георг Тракль (1887—1914)
- Фріц фон Унру (1885—1970)
- Леонгард Франк (1882—1961)
- Якоб ван Годдіс (1887—1942)
- Курт Швіттерс (1887—1948)
- Ернст Штадлер (1883—1914)
- Карл Штернхейм (1878—1942)
- Август Штрамм (1874—1915)
- Казимир Едшмід (1890—1966)
- Карл Ейнштейн (1885—1940)
- Альберт Еренштейн (1886—1950)
- Курт Гіллер (1885—1972)
- Гео Мілєв (1895—1925)
- Артуро Онофрі (1885—1928)

### В архітектурі
- Еріх Мендельсон (1887—1953)
- Еро Саарінен (1910—1961)
- Йорн Утцон (1918—2008)

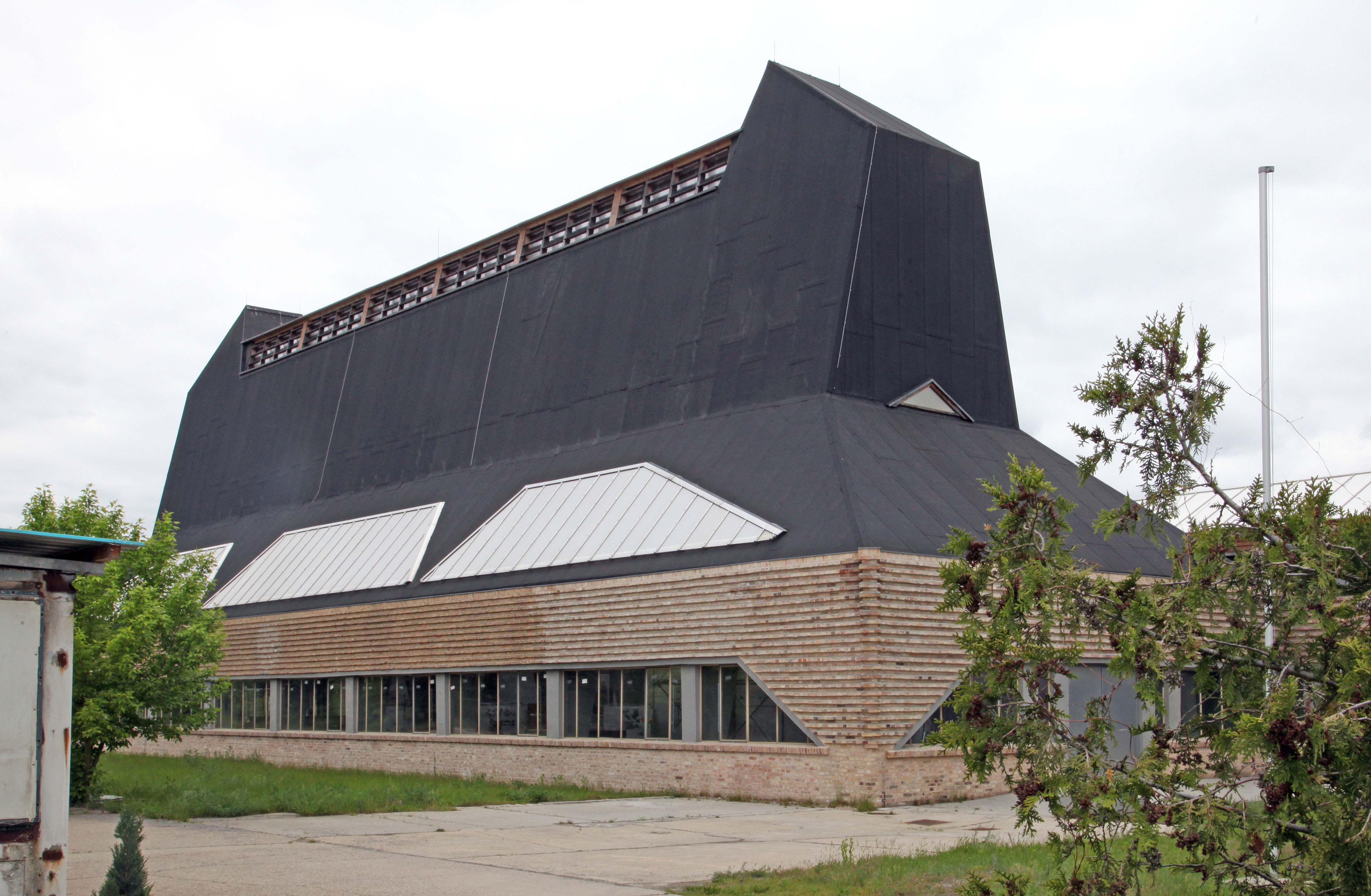
Еріх Мендельсон, шляпна фабрика
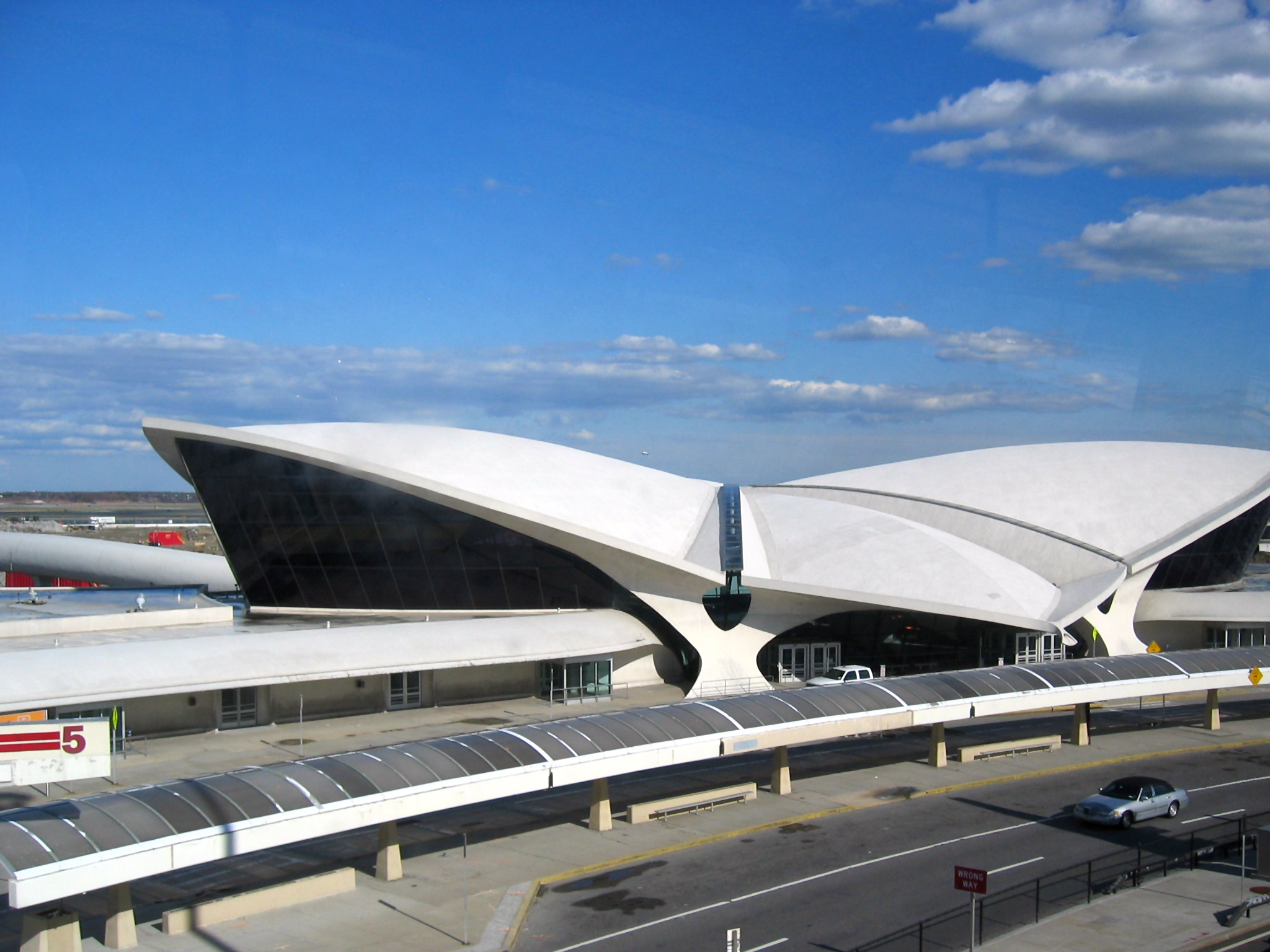
Арх. Еро Саарінен. Аеропорт Кеннеді, Нью-Йорк
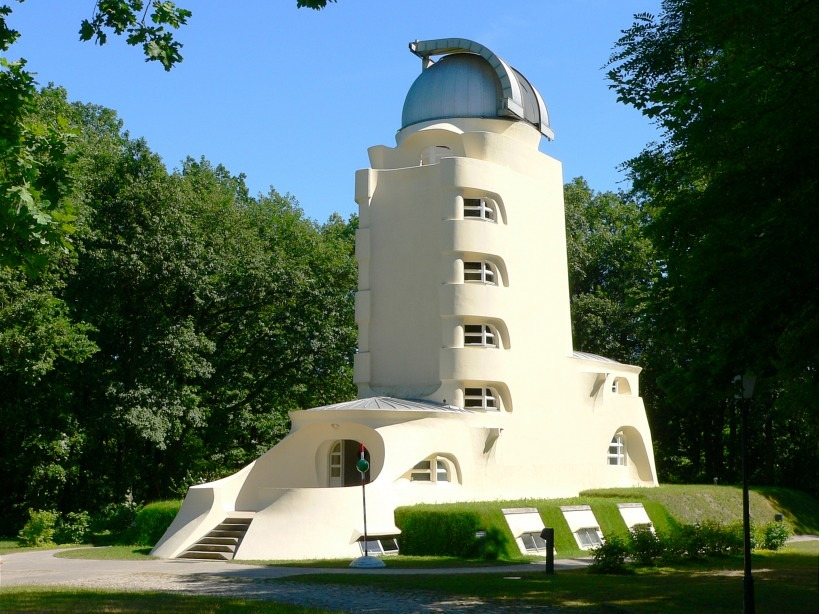
Еріх Мендельсон, Потсдам, обсерваторія «Вежа Ейнштейна»

## Галерея

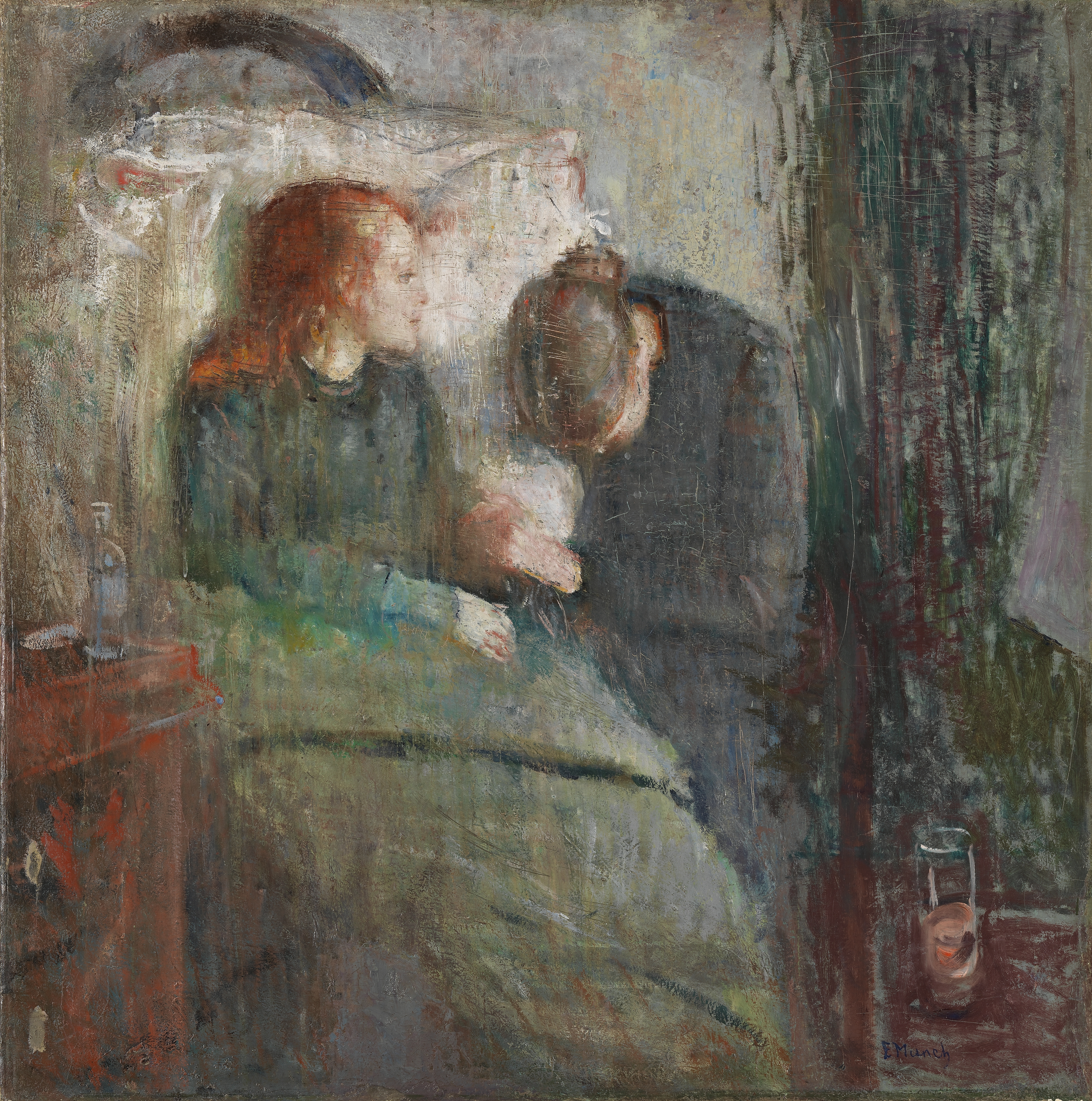
Едвард Мунк. Хвора дочка, 1907, Лондон.
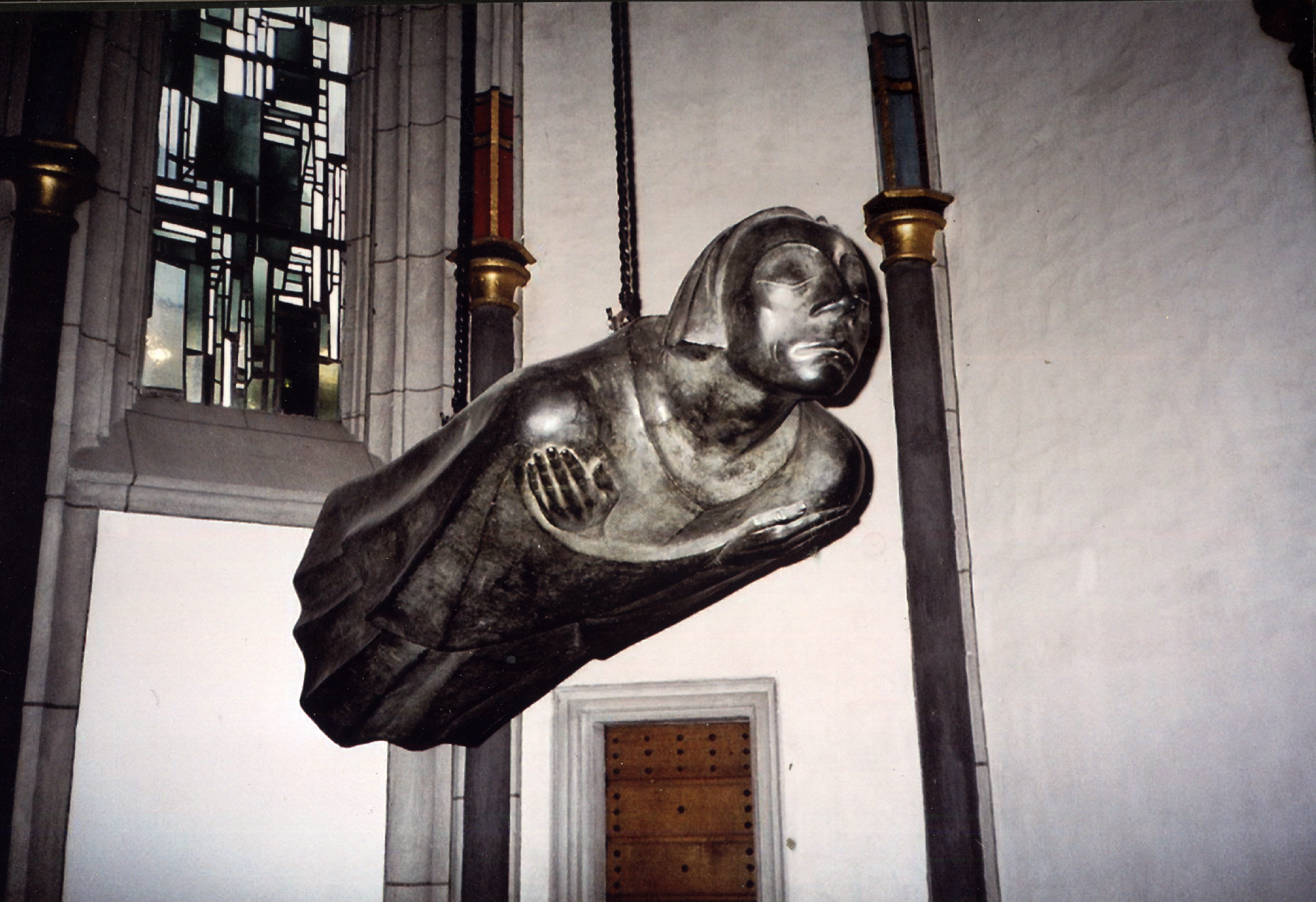
Ернст Барлах. Скульптура янгола, що летить, Кельн, Антонітенкірхе.
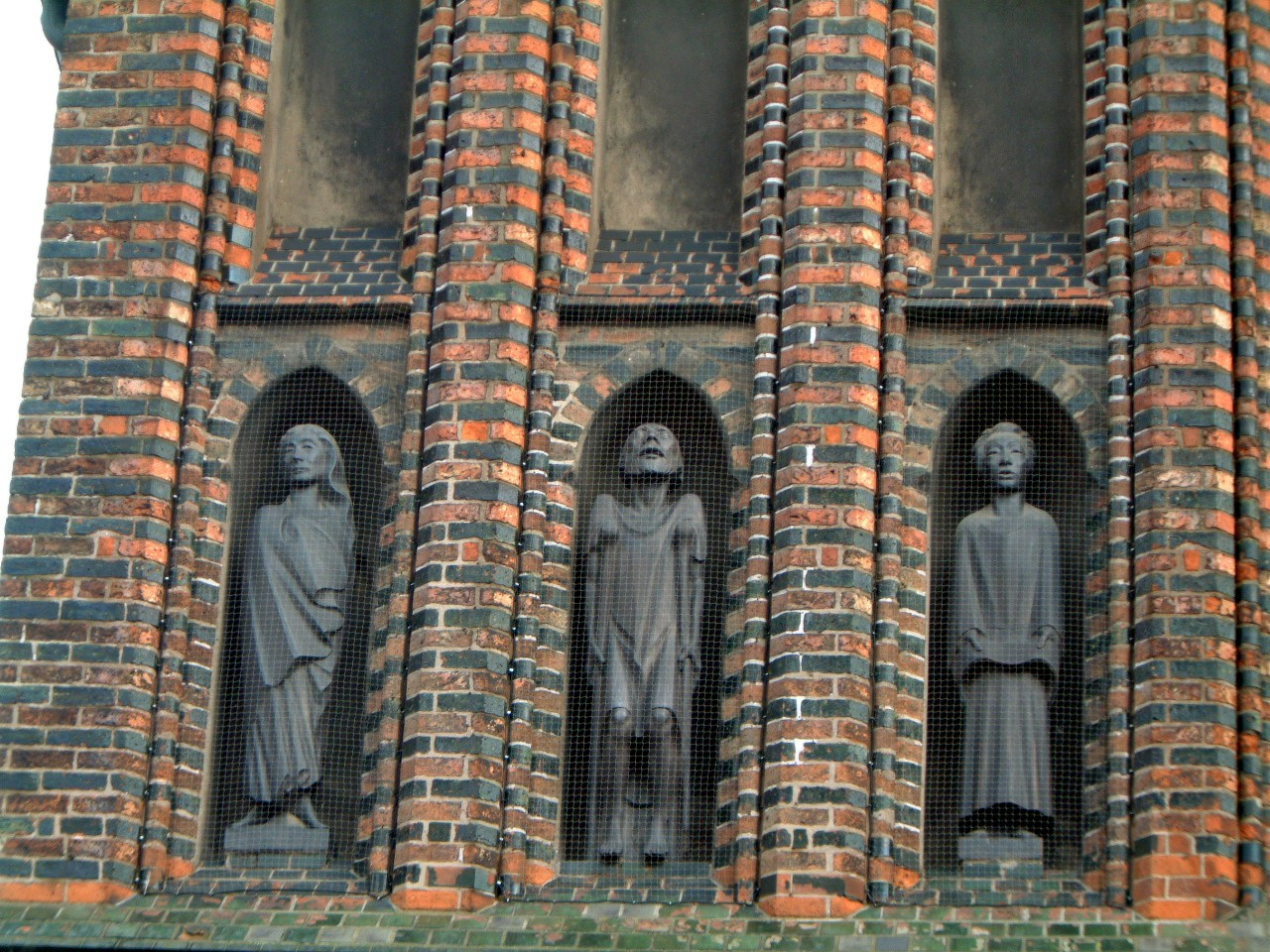
Ернст Барлах.Скульптури на фасаді Катаріненкірхе, Любек.
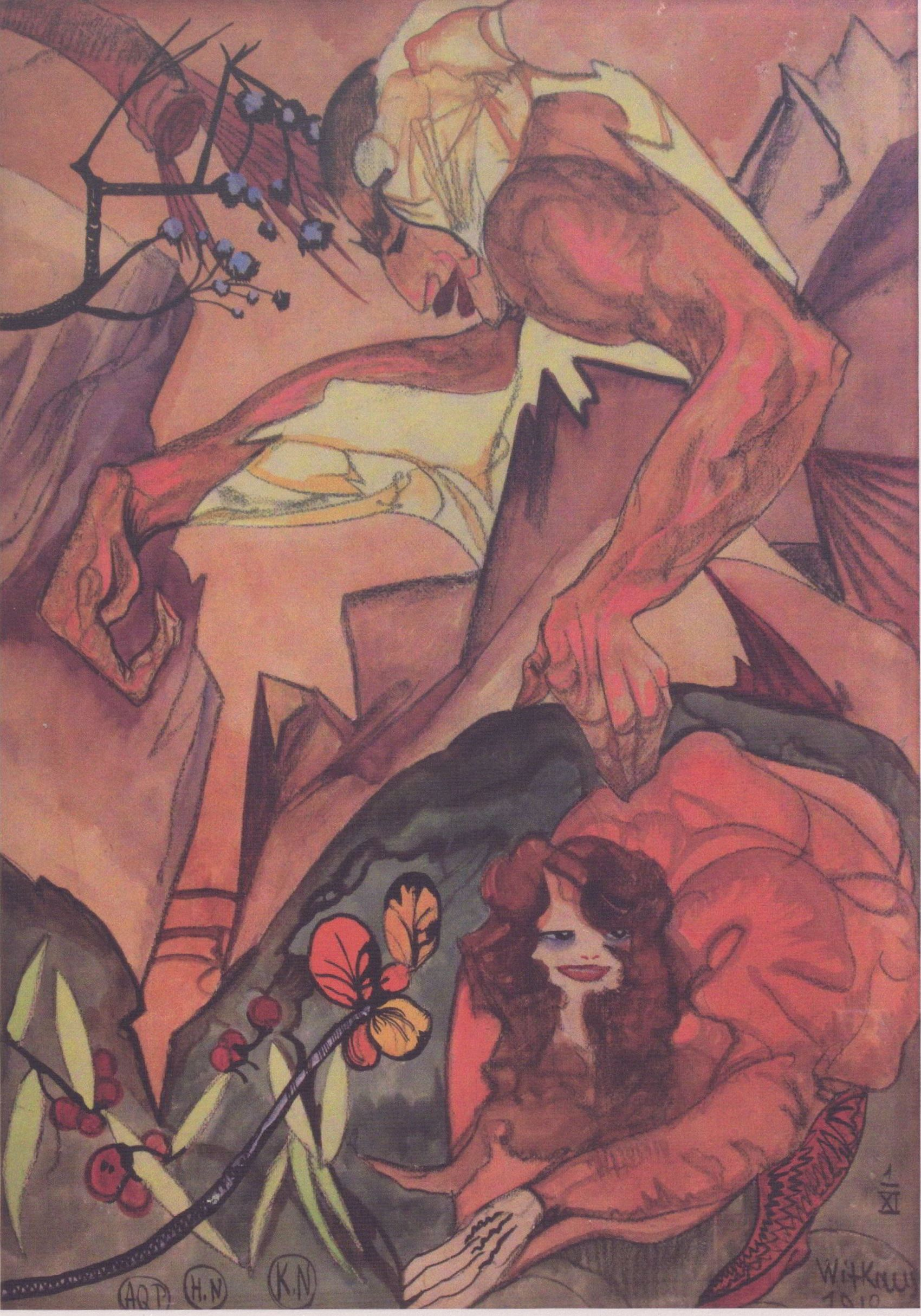
Віткевич Станіслав Ігнацій, композиція, 1918 р.
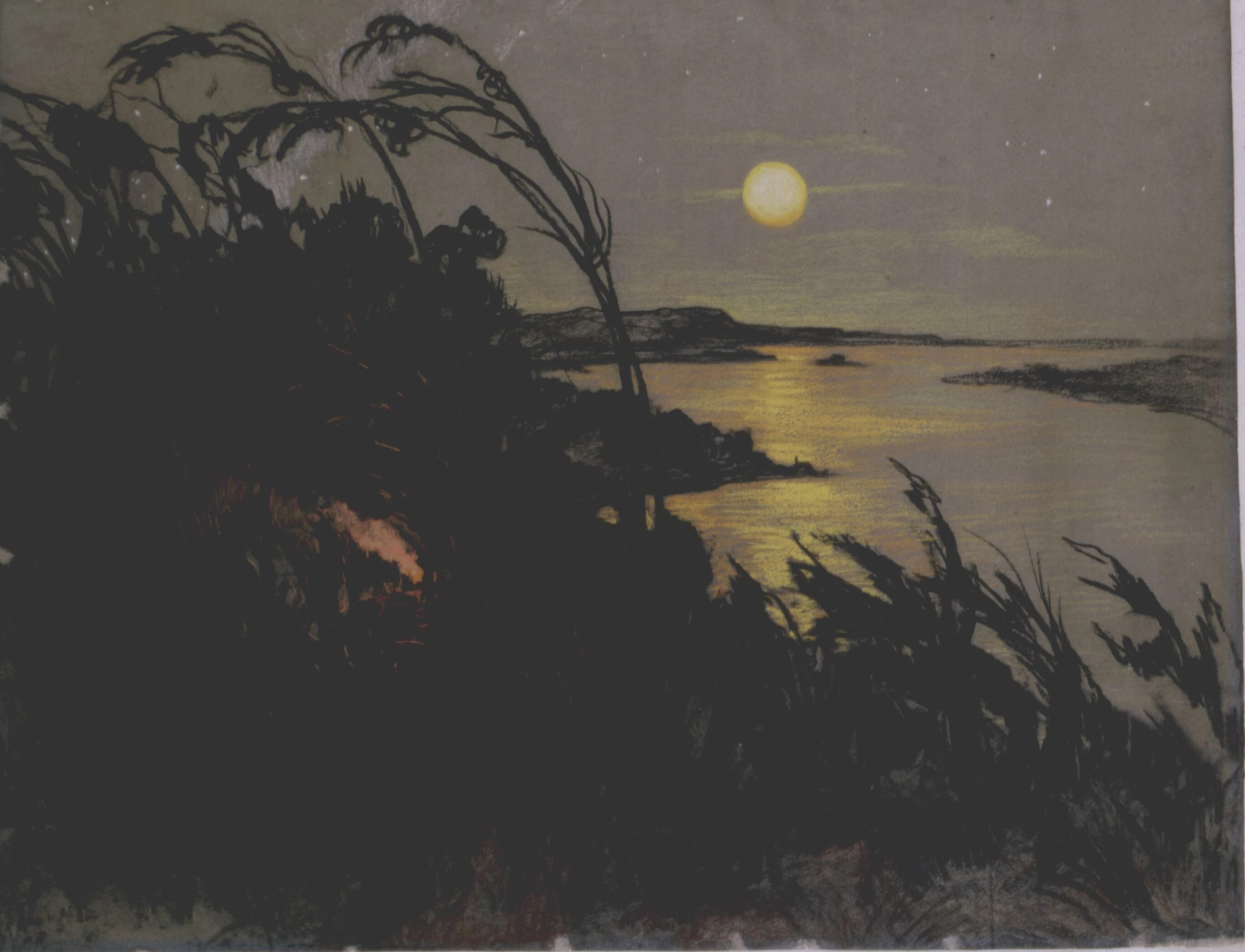
Віткевич Станіслав Ігнацій. Австралійський пейзаж, пастель, 1918 р.
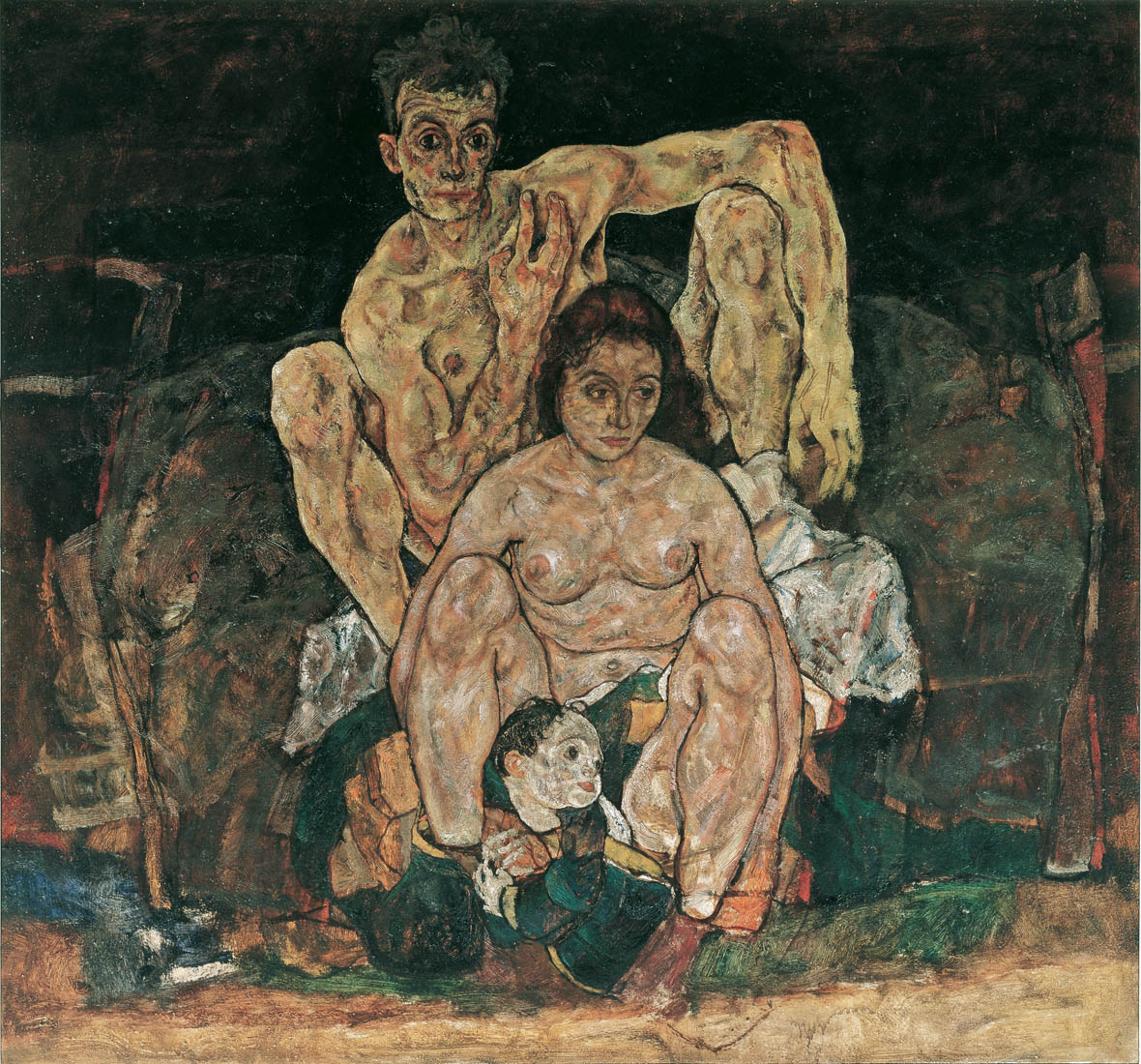
Еґон Шіле. Родина, Австрійська галерея, Відень.
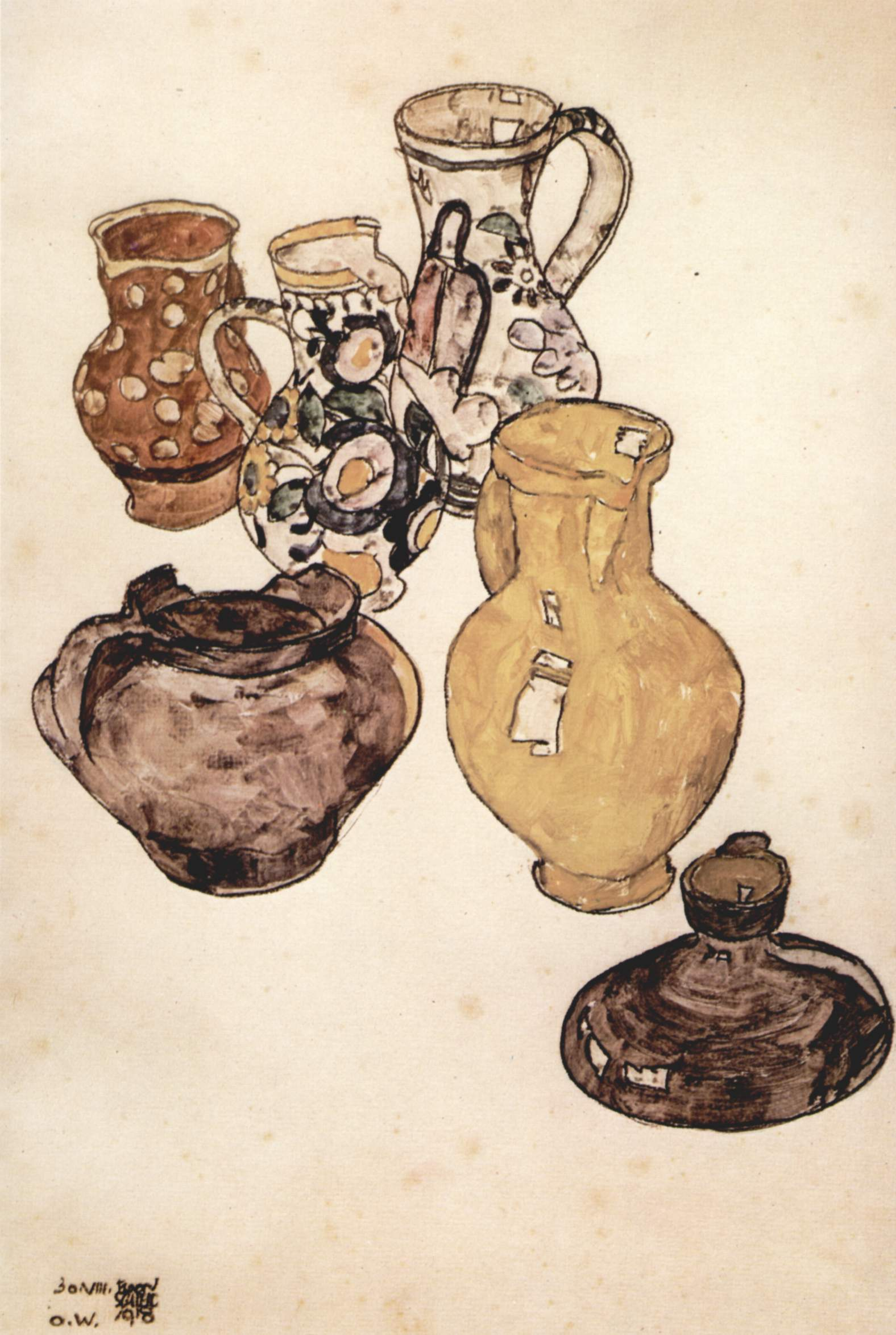
Еґон Шіле. Глечики, 1918, Відень, прив. збірка
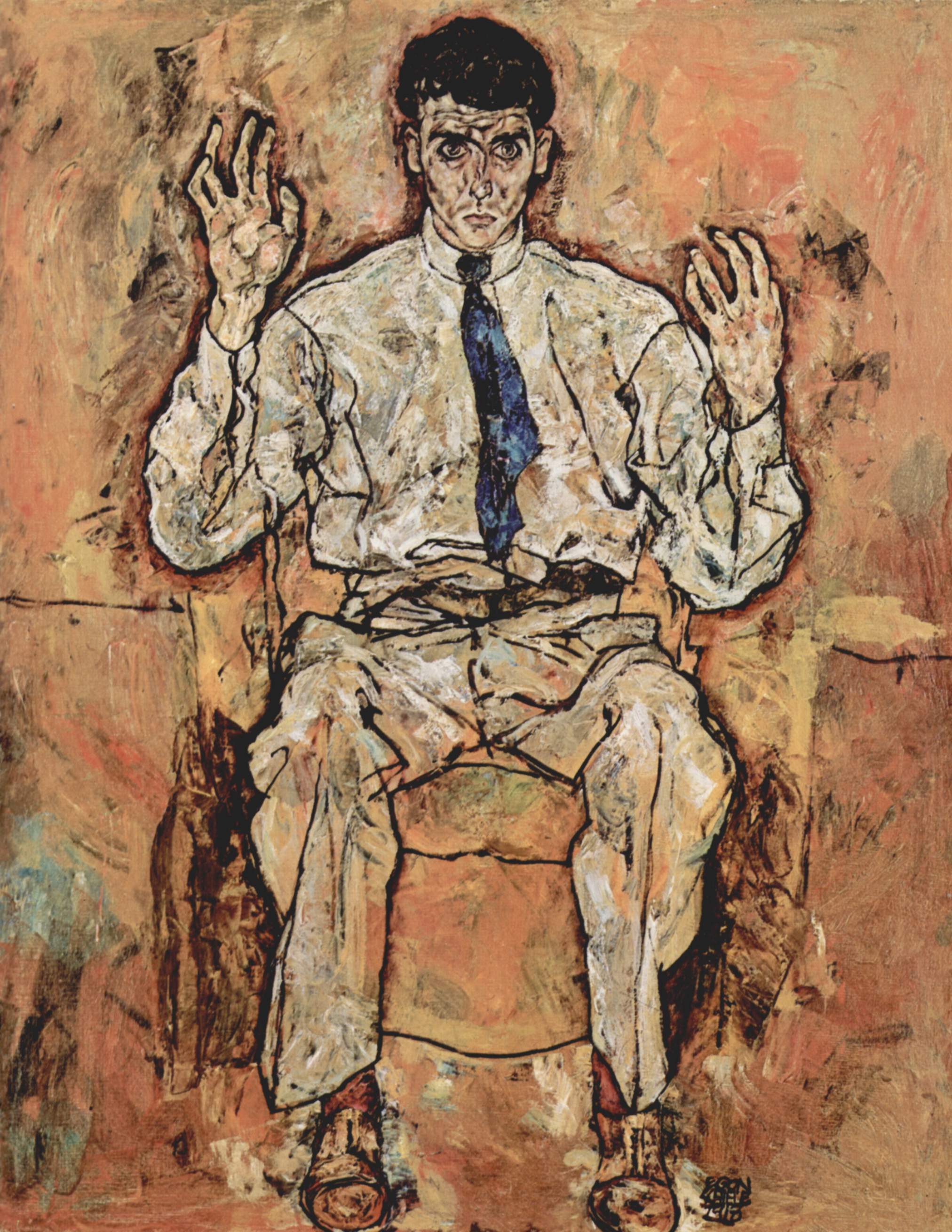
Еґон Шіле. Альберт фон Гютерслог, 1918, Міннеаполіс, США
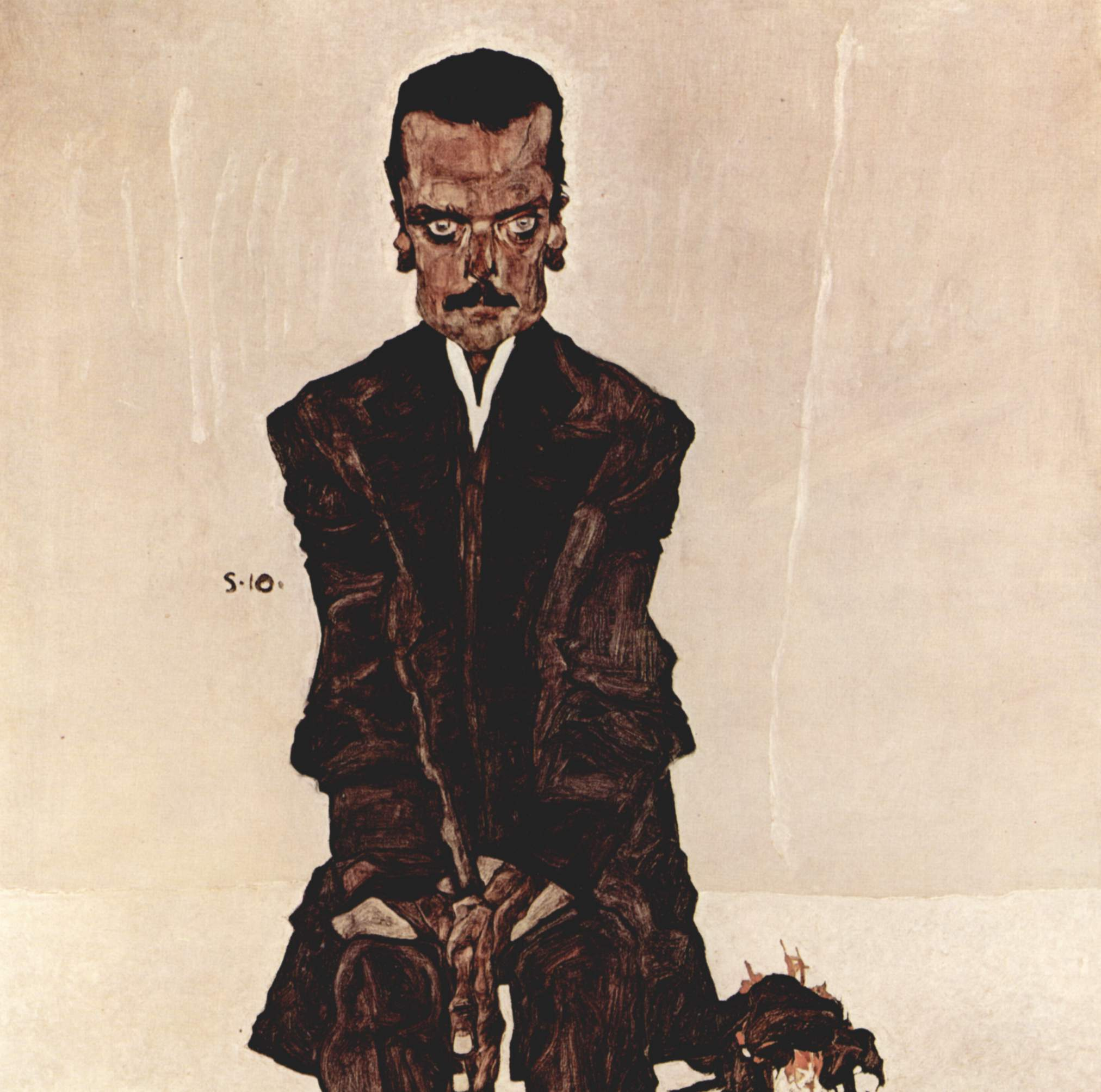
Егон Шіле Портрет Едуарда Космака
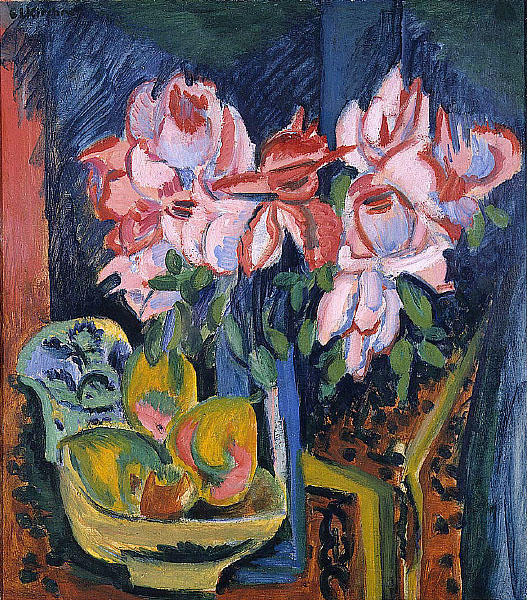
Ернст Людвіг Кірхнер, рожеві троянди, 1918, Сент Луїс, Міссурі, США.

## У літературі України
В українській літературі експресіонізм започаткував Василь Стефаник, який від декадентських поезій у прозі перейшов на засади експресіонізму. Класичний експресіонізм утвердив Осип Турянський повістю «Поза межами болю». У стильову течію експресіонізму частково вписується творчість Миколи Куліша («97»), частково — Миколи Бажана (збірка «17-й патруль»), а особливо проза Миколи Хвильового (зокрема твір «Я (Романтика)»), Івана Дніпровського, Юрія Липи, Тодося Осьмачки.